# Fox Sports Asia
Fox Sports Asia fue un canal asiático de deportes operado por Disney Channels Worldwide, una filial de Walt Disney Direct-to-Consumer & International, una división de The Walt Disney Company. Fue la estación oficial de Singapur, Malasia, Vietnam, Tailandia, Taiwán, Filipinas, Indonesia y otros países asiáticos 
El 28 de enero de 2013, ESPN Asia fue relanzado como Fox Sports después de que News Corporation (actual 21st Century Fox) adquirió el 50% de la participación de ESPN Star Sports empresa de su ex copropietario ESPN International.
Los dos canales anteriormente mencionados, son propiedad de The Walt Disney Company debido a la compra que se hizo de 21st Century Fox.
Además, Fox Sports Plus HD fue el reemplazo de ESPN HD y Fox Sports News fue el reemplazado de ESPNews Asia.
El 15 de agosto de 2014, Star Sports y Fox Sports Plus HD fueron renombrados como Fox Sports 2 y Fox Sports 3, respectivamente.
El 31 de marzo de 2020, el sitio web de Fox Sports Asia comenzó a redirigir a la versión global de la página web de ESPN.
El 18 de septiembre de 2020, Disney anunció que cerraría las operaciones de Fox Sports en Taiwán a fines de ese año, luego se reveló que las transmisiones terminaran el 1 de enero de 2021 después de años de pérdidas financieras en el territorio.
El 27 de abril de 2021, Disney anunció que cesará las transmisiones de 18 canales en el sudeste asiático y Hong Kong (donde se incluyen a Fox Sports, Fox Sports 2 y Fox Sports 3) a partir del 1 de octubre de ese año.

## Canales
- Fox Sports (reemplazo de ESPN) Disponible en Camboya, Hong Kong, Laos, Filipinas, Micronesia, Myanmar, Papua Nueva Guinea,Hong Kong, Macao, Mongolia, Tailandia, Indonesia y Vietnam
- Fox Sports Malasia (reemplazo de ESPN) Disponible en Brunéi, Malasia y Singapur.
- Fox Sports Taiwan (reemplazo de ESPN) Cerro el 1 de enero de 2021.
- Fox Sports 2 Asia (reemplazo de STAR Sports; excepto en China, la Península de Corea) Disponible en Camboya, Hong Kong, Indonesia, Laos, Macao, Micronesia, Mongolia, Myanmar, Papua Nueva Guinea, Filipinas, Singapur, Tailandia y Vietnam.
- Fox Sports 2 Malasia (reemplazo de ESPN) Disponible en Brunéi, Malasia y Singapur.
- Fox Sports 2 Taiwan (reemplazo de STAR Sports) Cerro el 1 de enero de 2021.
- Fox Sports 3 Asia (reemplazo de ESPN HD; anteriormente Fox Sports Plus HD) No disponible en Taiwán y Vietnam.
- Fox Sports 3 HD Taiwan (reemplazo de ESPN HD) Cerro el 1 de enero de 2021.
- Fox Sports News (reemplazo de ESPNews) Disponible en Hong Kong, Singapur, Indonesia, Filipinas, Malasia, Taiwán, Tailandia y Vietnam. Antes disponible en Brunéi.
- STAR Sports (Disponible en China y Peninsula de Corea)
- STAR Sports 2 (China)